# Macrodactylus sapphirinus
Macrodactylus sapphirinus är en skalbaggsart som beskrevs av Moser 1919. Macrodactylus sapphirinus ingår i släktet Macrodactylus och familjen Melolonthidae. Inga underarter finns listade i Catalogue of Life.